# Tona (kommun)
Tona är en kommun i Spanien.   Den ligger i provinsen Província de Barcelona och regionen Katalonien, i den östra delen av landet, 500 km öster om huvudstaden Madrid. Antalet invånare är 8 108. Arean är 16,5 kvadratkilometer. Tona gränsar till Balenyà, Muntanyola, Malla, Seva, Collsuspina och Taradell.
Terrängen i Tona är platt österut, men västerut är den kuperad.